# Lophoteles cheesmanae
Lophoteles cheesmanae är en tvåvingeart som beskrevs av James 1950. Lophoteles cheesmanae ingår i släktet Lophoteles och familjen vapenflugor.
Artens utbredningsområde är Vanuatu. Inga underarter finns listade i Catalogue of Life.